# Російське товариство Червоного Хреста
Російський Товариство Червоного Хреста (РТЧХ) — громадська благодійна гуманітарна організація, яка є учасником міжнародного Руху Червоного Хреста і Червоного Півмісяця, була заснована 1867 року. Російське Товариство Червоного Хреста надавало гуманітарну допомогу по всій території Російської імперії. З 1918 року Російське Товариство Червоного Хреста почало інтегруватися до системи Радянського Червоного Хреста.

## Історія
15 травня 1867 року імператор Олександр II затвердив статут «Російського товариства піклування про поранених і хворих воїнів», і під такою назвою в Санкт-Петербурзі була створена організація, широко відома в подальшому як «Російський Червоний Хрест».
У 1879 році Товариство перейменовано в «Російське товариство Червоного Хреста» (РТЧХ). Почесними членами цього Товариства стали сам імператор, всі великі князі і княгині, багато високопоставлених світських осіб, а також знамениті російські вчені, лікарі, письменники і музиканти.
У 1870—1871 роках РТЧХ надавало допомогу пораненим під час Франко-прусської війни, а в 1871 році сестри милосердя супроводжували російські війська в походах на Кульджу та Ургу. У Хівинському поході разом з військовими лікарями брав участь і медичний персонал Товариства (6 чол.), допомога Червоного Хреста на Хівинську експедицію склала 35000 руб. Під час Російсько-турецької війни 1877—1878 років РТЧХ взяло на себе практично всю медичну допомогу армії. У 1885 році під час Сербсько-болгарської війни РТЧХ відправило на територію кожної з воюючих сторін по санітарному загону, в які входили: 7 лікарів, 12 сестер милосердя з громади Святого Георгія і 6 фельдшерів. 
У 1894—1895 роках РТЧХ надало допомогу Японії, яка вела війну з Китаєм, виділивши комплект всіх речей для лазарету на 25 ліжок на суму в 1604 руб. У 1895—1896 роках в умовах Італо-ефіопської війни РТЧХ надало допомогу Абіссинії, направивши туди медичний загін, що послужило підставою для створення товариства Червоного хреста в цій країні. Також Товариство допомагало постраждалим під час Антитурецького повстання 1897 року, Іспано-американської війни 1898 року, Англо-бурської війни 1899—1902 рр, Боксерського повстання в Китаї 1900—1901 рр.
У 1872 році РТЧХ надавало допомогу населенню міста Шамахи, яке постраждало від землетрусу. Товариство зібрало понад 106 тис. руб. на гуманітарну допомогу постраждалим від пожеж у 1875 році в Моршанську, Брянську, Ржеві, Вольську. У наступні роки допомогу жертвам пожеж видавали на постійній основі. Починаючи з 70-х років медичні загони Товариства боролися з розповсюдженням епідемій чуми, дифтерії, тифу по всій території Російської імперії. На постійній основі видавалась гуманітарна допомога постраждалим від голоду та стихійних лих.
З 1882 року РТЧХ почало допомагати інвалідам війни (безкоштовне лікування, навчання ремеслам). Були побудовані: вдовий дім для сімей загиблих солдатів і офіцерів, 4 дитячих притулки, будинок дешевих квартир, училище для сиріт, 2 притулки для невиліковних і хронічних хворих. Хворих і поранених офіцерів безкоштовно відправляли в закордонні та вітчизняні лікарні. Відкривалися майстерні з виготовлення протезів для людей, постраждалих від воєнних дій.
У 1899 році Товариство створило в Санкт-Петербурзі «Комітет з подачі першої допомоги постраждалим від нещасних випадків і громадських лих». Він відкривав станції, які стали прообразом майбутньої Служби швидкої допомоги.
Під час Російсько-японської війни 1904—1905 років РТЧХ надавало допомогу пораненим та відкрило Центральне довідкове бюро про військовополонених, яке співпрацювало з Японським Червоним Хрестом. У 1912—1913 роках Товариство надавало допомогу жертвам балканських воєн. Загальні ж витрати РТЧХ на обидві балканські війни склали 1 058 450,82 руб. Ці кошти були розподілені серед воюючих країн у такий спосіб: на надання допомоги Болгарії було витрачено 50,36% від суми всіх витрат Товариства; на Сербію — 33,60%; на Чорногорію — 7,48%; на Грецію — 6,96%; на Османську імперію — 1,57%. Також Товариство надавало допомогу жителям Македонії, постраждалим від «внутрішньої смути», італійцям — під час землетрусу в Калабрії та Сицилії, жителям Парижа після повені, чорногорцям — у боротьбі з епідемією холери, жителям Константинополя, які стали жертвами пожежі.
У часи Першої світової війни на 1 січня 1917 року в службі РТЧХ працювало 2.500 лікарів, 20.000 сестер милосердя, понад 50.000 санітарів. При Товаристві функціонувало Центральне довідкове бюро про військовополонених. РТЧХ відповідало за постачання закладів допомоги біженцям, займалося упорядкуванням їх пересування. Коли в 1915 році вперше застосували хімічну зброю, Товариство оперативно почало виготовлення протигазів і тільки за перші три місяці відправило на фронт понад 6 млн штук.